# The Legend of Nayuta: Boundless Trails
The Legend of Nayuta: Boundless Trails (那由多の軌跡, Nayuta no Kiseki, lit: 'Traces d'en Nayuta') és un joc de rol d'acció desenvolupat per Nihon Falcom. El joc és un spin-off de la sèrie Trails. Va sortir per primera vegada al Japó per a PlayStation Portable el juliol de 2012. El juny de 2021 se'n va publicar una remasterització d'alta definició al Japó per a PlayStation 4, el desembre de 2021 per a Microsoft Windows i el 2022 per a Nintendo Switch. Es va publicar mundialment amb la localització anglesa el setembre de 2023.

## Jugabilitat
The Legend of Nayuta: Boundless Trails és un joc de rol d'acció, amb una jugabilitat semblant a la de les sèries Ys i Zwei II. Les accions de combat inclouen atacs físics, arts (atacs màgics) i destreses (poderoses habilitats especials i úniques per a cada personatge). El joc també conté elements de plataformes, semblants als que es poden trobar a Ys: The Oath in Felghana.

## Trama
The Legend of Nayuta: Boundless Trails està ambientat en dos mons: el món natal dels personatges principals i un món misteriós anomenat Cel perdut (Lost Heaven).
La població natal dels personatges principals és l'Illa Vestigi (Remnant Island), situada al centre de la Mar de la Sciencia (Sciencia Sea), un vast oceà amb incomptables illes. Des de fa temps, els estels fugaços cauen contínuament del cel, deixant-ne una gran part a l'illa. En aquestes zones s'han descobert pedres conegudes com a "Fragments d'estel". En il·luminar-los d'una determinada manera, la gent pot veure el món fantasmal conegut com a Cel Perdut.
La història segueix en Nayuta Herschel, un jove astrònom que aspira a descobrir què hi ha més enllà del món conegut. Quan tot just tornava a Illa Vestigi durant l'estiu, ell i el seu amic de la infantesa, en Signa Alhazen van a parar al món del Cel perdut, guiats per la fada d'un altre món la Noi, mentre es veuen involucrats en un pla per evitar que un boig i la seva mà dreta destrueixin el Cel perdut i potencialment el món d'en Nayuta al mateix temps.

## Publicació
Va sortir a la venda per primera vegada al Japó el 26 de juliol de 2012 per a PlayStation Portable amb el nom de Nayuta no Kiseki. El 24 de juny de 2021 se'n va publicar una remasterització al Japó per a PlayStation 4 amb el nom de Nayuta no Kiseki: Kai. Es van millorar diversos aspectes del joc: tots els personatges van rebre retrats als diàlegs, se'n van refer les il·lustracions dels esdeveniments clau, se'n va augmentar la velocitat de fotogrames a 60 per segon i se'n va millorar la qualitat dels fitxers d'àudio. Més endavant, l'11 de desembre de 2021, se'n va publicar un port per a Microsoft Windows, fet per PH3 Games i publicat per NIS America.
Una altra versió millorada, Nayuta no Kiseki: Ad Astra, es publicarà per a Nintendo Switch el 26 de maig de 2022 al Japó i inclou les mateixes millores que la remasterització anterior. Es tracta del primer joc de Switch desenvolupat internament per Falcom, ja que els ports anteriors dels jocs Ys i The Legend of Heroes s'havien subcontractat a altres empreses. El joc va arribar en anglès el 19 de setembre de 2023 per a Nintendo Switch, PlayStation 4 i Windows de la mà de NIS America.